# Натуральная оспа
Натура́льная о́спа (лат. variola, variola vera; праслав. *о-sър-а — сыпь) — высокозаразная вирусная инфекция, особо опасная болезнь, характеризуется тяжёлым течением, лихорадкой, сыпью на коже и слизистых оболочках, нередко оставляющей после себя рубцы. Её вызывают два вида вирусов: Variola major (летальность 20—40 %, в  некоторых эпидемиях — до 90 %) и Variola minor (летальность 1—3 %), которые относятся к семейству Poxviridae, подсемейства Chordopoxvirinae, рода Orthopoxvirus. Люди, выживающие после оспы, могут частично или полностью терять зрение, и практически всегда на коже остаются многочисленные рубцы в местах бывших язв — оспины.
Переболевшие оспой обладают стойким иммунитетом к этой болезни.
Последний случай заражения оспой в естественных условиях был зарегистрирован 26 октября 1977 года в сомалийском городе Марка. Летом 1978 года был зафиксирован самый последний известный случай оспы (в результате внутрилабораторного заражения), который унёс жизнь 40-летней Дженет Паркер, медицинского фотографа.

## Исторический обзор

### Эволюция вируса
Время появления вируса натуральной оспы точно не известно. Скорее всего, его эволюционная линия обособилась между 68 и 16 тысячами лет назад. Широкий диапазон дат связан с различными отсчётами, используемыми для калибровки молекулярных часов. Одна клада штаммов принадлежит Variola major (вируса, вызывающего клинически более тяжёлую форму заболевания), которая перешла на человека и распространялась из Азии между V и XVI веками. Вторая клада включает две разновидности Variola Alastrim minor (фенотипически мягкая форма оспы), описанная в Америке и изолированная в Западной Африке, которая отделилась от общего предка вируса натуральной оспы между XV веком до н. э. и VII веком н. э. В дальнейшем эта клада разошлась на две субклады около XIII века.

### Оспа до эпохи массового оспопрививания
Упоминания об оспе встречаются ещё в работах Гиппократа и Галена. У арабов, по свидетельству арабского врача Арона, жившего в VII веке, оспа была известна с древних времён. Некоторые врачи даже полагали, что причиной оспы является «кипение» горячей детской крови, которое якобы помогает организму избавиться от «вредных примесей» материнской крови. Первое подробное описание оспы сделал, возможно, Абу Бакр Мухаммад ар-Рази; он же первым отметил, что оспа и корь — различные заболевания, а не разные стадии одной и той же болезни, как считалось в то время. Авиценна первым описывал оспу как заразную болезнь. В связи с генетическим сходством вируса оспы верблюдов и оспы человека, предполагается, что вирус оспы перешёл к человеку от верблюдов.

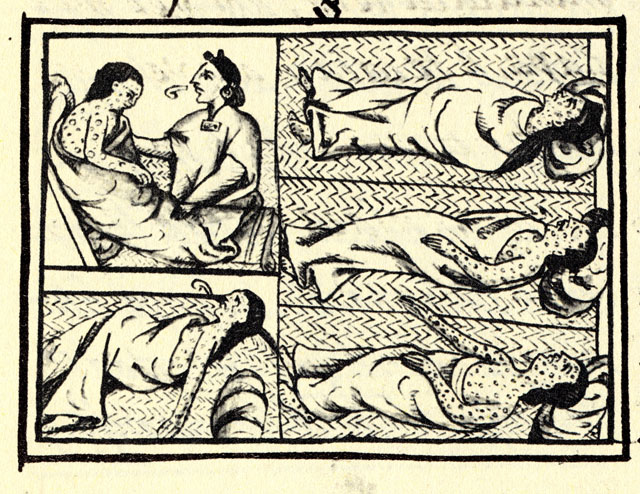
Сопроводительные рисунки к тексту из Флорентийского кодекса (1540—1585 гг.): индеец науа страдает от оспы (эпоха завоеваний испанцами центральной Мексики)

Эпидемия чёрной оспы впервые прокатилась по Китаю в IV веке, а в середине VI века поразила Корею. В 737 году от оспы вымерло более 30 % населения Японии (уровень смертности в густонаселённых районах доходил до 70 %). В Индии существовала особая богиня оспы — Мариатале; её изображали в виде молодой женщины в красной одежде, обладающей весьма вспыльчивым характером — по преданию, однажды она за что-то рассердилась на своего отца и в гневе бросила ему в лицо своё золотое ожерелье, и там, где бусины коснулись кожи, появились пустулы. Памятуя об этом, верующие старались задобрить и умилостивить Мариатале, приносили ей жертвы. В Корее эпидемии оспы объясняли посещением духа, которого называли «уважаемый гость оспа». Ему ставили алтарь, куда приносили лучшую еду и вина.
Некоторые исследователи считали, что оспа упоминается в Библии (Исход, гл. IX, стих 9—10), где, в описании десяти казней египетских, сказано: «…и будет на людях и на скоте воспаление с нарывами, во всей земле Египетской», хотя под «нарывами» могла пониматься другая кожная болезнь. В. В. Святловский писал, что из Индии оспа была распространена в другие регионы войсками Александра Македонского, а в 60 году до н. э. появилась в Древнем Риме. Предполагалось, что оспой являлась так называемая антонинова чума, во II веке поразившая римские легионы Марка Аврелия, но описание антониновой чумы Галеном не соответствует характеру течения заболевания при заражении натуральной оспой.
Согласно достаточно достоверным научным данным, первым описанием эпидемии оспы в западной части Старого Света является краткое упоминание в Коране (написан в 632 г.): в 569—570 гг. войско эфиопов, осаждающее Мекку, было поражено неизвестной им болезнью.
В VI веке оспа,  занесённая из Африки при Юстиниане I, наблюдалась в Византии. Арабы-мусульмане, приступив к завоеваниям, в VII—VIII веках разнесли оспу от Испании до Индии: история засвидетельствовала появление оспы в Сирии, Палестине и Персии в VII веке, в Сицилии, Италии, Испании и Франции в следующем, VIII, столетии.
С VI века оспа фигурирует под сохранившимся до сих пор её латинским названием variola, впервые употреблённым епископом Марием из Аванша в 570 году. С этого времени оспа, под своим несменяемым именем, уносила ежегодно множество жизней в Европе. Среди норманов, во время нашествия их на Париж (в 846 г.), распространилась до ужасающих размеров. Заболел и приближенный короля Карла Лысого Коббо. Король, из опасения, что зараза дойдёт до него самого и его двора, приказал убить всех заражённых, а также и всех лиц, находившихся при больных. Такая радикальная мера даёт понятие о силе и жестокости болезни, против которой она была принята. С другой стороны, уже рано стали предъявлять к медицине неотступное требование спасения от этой болезни и жестоко наказывали беспомощность врачей.
Бургундская королева Аустригильда, умирая от оспы, просила своего супруга, в виде последней милости, казнить её обоих врачей, если они не сумеют спасти её. Король Гунтран исполнил её просьбу и приказал изрубить мечами учёных врачей Николауса и Донатуса. Придуманные против оспы заклинания, молитвы и талисманы, конечно, нисколько не содействовали ослаблению оспы, равно как и тогдашние методы лечения (например, когда больного одевали в красную одежду, чтобы «выманить оспу наружу»). Распространение болезни дошло до такой степени, что редко можно было встретить человека, не перенёсшего оспу; поэтому в средние века у немцев и сложилась поговорка: «Von Pocken und Liebe bleiben nur Wenige frei» (Немногие избегнут оспы и любви).
С XV века Европа уже представляла как бы сплошную оспенную больницу, так что врачи (например, Меркуриалис) стали утверждать, что «каждый человек должен болеть оспой, по крайней мере один раз в жизни». Английский врач Кильвай в своём трактате об оспе (1593 год) «считал излишним вдаваться в подробное описание этой болезни, так как она хорошо известна почти каждому». Из Европы оспа попала в Америку, где в 1527 г. она унесла много миллионов жизней индейцев, полностью вымерли многие племена. В 1577 и 1586 году страшные оспенные эпидемии терзали Францию, о которых Баллоний писал: «такой смертности не случалось на памяти людей; умирали почти все, которые были поражены оспой».
Известный английский историк Томас Маколей, говоря о смерти королевы Марии, погибшей от оспы в 1694 году, замечает, что эта болезнь была в то время одной из самых ужасных пособниц смерти: «Моровая язва или чума была более смертельна, но зато она посетила наш берег лишь однажды или дважды на памяти людей, тогда как оспа неотступно пребывала между нами, наполняя кладбища покойниками, терзая постоянным страхом всех тех, которые ещё не болели ею, оставляя на лицах людей, жизнь которых она пощадила, безобразные знаки, как клеймо своего могущества, делая ребёнка неузнаваемым для родной матери, превращая красавицу-невесту в предмет отвращения в глазах жениха». «Оспа не щадила никого, — говорит профессор Иммерман, — ни знати, ни черни; она распространяла свою губительную силу так же часто в хижинах бедных, как и в жилищах богатых, она проникала во дворцы государей и не раз угрожала европейским династиям».
Начиная с XVII столетия имеется уже много фактических данных об оспе, зарегистрированных современниками. Так как не было страны в Старом и Новом Свете, в которой не свирепствовала бы оспа, то получается страшная картина истребления и обезображения человечества. Во многих государствах сохранились статистические данные о смертности от оспы. Так, в Британском музее имеются такие сведения о смертности в Лондоне в XVII столетии. В следующем столетии ужасный оспенный мартиролог продолжался: «едва ли один человек из тысячи не был болен оспой», писал в 1747 году Мед, а под конец столетия, в 1788 году, Плед говорит, в своих «Очерках сравнительной смертности во все времена», нижеследующее об оспе: «редко кто избегает этой болезни, особенно в многолюдных городах, где очаги заразы существуют постоянно. Едва ли горсть людей, уроженцев столицы, может быть уверенной, что избежала этой заразы, которая кроется везде вокруг них». От оспы умирала 1/6 — 1/8 часть всех заболевших, а у маленьких детей смертность достигала даже 1/3. По отношению к общей смертности на долю оспы выпадала 1/4 и даже более 1/3. Общая цифра всех смертных случаев от оспы определялась в Пруссии, к началу XIX века, в 40 тысяч человек ежегодно. По Юнкеру, в одном 1796 году в Германии от этой болезни погибло 70 тысяч жителей.  В Европе ежегодно умирало от оспы более 1,5 миллионов человек.  После чумы оспа была самой страшной болезнью в Европе XVIII в. . 
Во Франции XVIII века, когда полиция разыскивала какого-нибудь человека, то в качестве особой приметы указывалось: «Знаков оспы не имеет». Широкое распространение оспы явилось одной из причин злоупотребления косметикой: толстый слой белил и румян, наложенный на лицо, позволял не только придать коже желаемый оттенок, но и замаскировать оспенные шрамы.

### Вариоляция
Ар-Рази и Авиценна оставили классические описания натуральной оспы. Ар-Рази также упоминал о вариоляции, прививке лёгкой человеческой оспы, которая явилась первым серьёзным противодействием человека в его борьбе с этой инфекционной болезнью.
Вариоляция состояла в прививке оспенного гноя из созревшей пустулы больного натуральной оспой, приводившей к заболеванию оспой в лёгкой форме. Этот способ был известен на Востоке по крайней мере с раннего Средневековья, в Индии о нём сохранились записи VIII века, а в Китае — X века. Вариоляция проделывалась над малолетними девочками, предназначенными для гаремной жизни, чтобы сохранить их красоту от оспенных рубцов. Также этот способ употреблялся в Африке, Скандинавии, у местных народностей Урала и Сибири.
В Европу данная методика была впервые привезена из Турции супругой британского посла в Константинополе Мэри Уортли Монтегю в 1718 году, которая, узнав о вариоляции у турок, привила своего шестилетнего сына. В Англии, после опытов над преступниками и детьми из церковных приютов, оспа была привита семье британского короля Георга I.
В первые 8 лет в Англии оспа была привита 845 людям, из которых 17 не вынесли её и умерли, то есть вариоляция давала 2 % смертности. Так как натуральная оспа приводила к смертности в 10—20 раз больше, то вариоляция пользовалась поначалу широкой популярностью. Однако она не только иногда приводила к смерти привитых от оспы (в числе жертв был знаменитый теолог Джонатан Эдвардс в 1758 году), но зачастую сама вызывала эпидемии и не всегда предохраняла перенёсших инокуляцию от последующего заражения оспой; как указывал, например, В. В. Святловский, отчасти это было связано с тем, что непосредственно прививками зачастую занимались неквалифицированные врачи и шарлатаны. Английский врач Геберден доказал в конце XVIII века, что за 40 лет применения вариоляции в одном Лондоне погибло на 25000 больных больше, чем за столько же лет до введения прививок. Анджело Гатти опубликовал в 1760 году книгу о правильном произведении вариоляции, указывая, что «прививку должно производить нежным поверхностным уколом, а отнюдь не глубокими разрезами или, что еще хуже, при помощи заволок и фонтанелей, к которым прикладывали губки и монеты, смоченные оспенным гноем», его труд пользовался большой популярностью, но не смог поправить дела. Вариоляция была запрещена во Франции актом парламента в 1762 году, но просуществовала в Англии до 1840 года. Несмотря на это, врач Ватсон, не имея безопасной оспенной вакцины, применил её в 1862 году на корабле в море, когда среди матросов началась эпидемия, причём все 363 привитых выжили, в то время как 9 из 12 больных оспой скончались.

Обыкновенно в Европе говорят, что англичане сумасшедший и экзальтированный народ; сумасшедший, так как они своим детям прививают оспу, чтобы воспрепятствовать появлению её у них; экзальтированный, так как они с радостью сообщают своим детям эту ужасную болезнь с целью предупредить зло ещё неизвестное. Англичане же с своей стороны говорят: прочие европейцы — трусы и люди вырождающиеся: трусы потому, что они боятся причинить детям незначительную боль; выродившиеся люди потому, что подвергают своих детей опасности погибнуть от оспы.
— Вольтер «Философские письма»

### Вакцинация

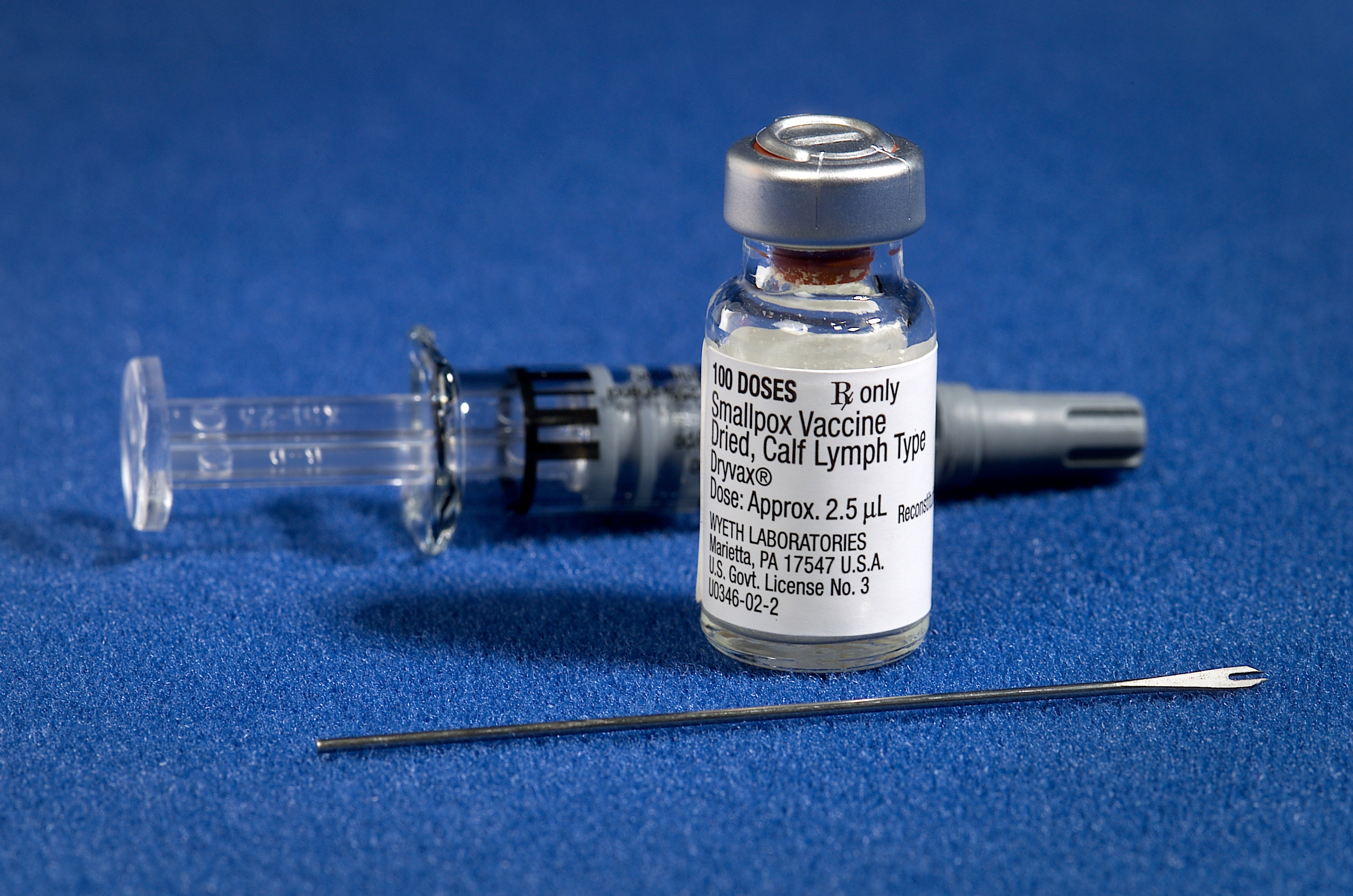
Вакцина против оспы

В конце XVIII века несколько наблюдателей обратили внимание на коровью оспу, болезнь, часто встречавшуюся у лошадей и коров. У последних она проявлялась в виде пустул, пузырьков с гнойным содержимым на вымени, очень напоминавших оспенные высыпания у человека. Однако коровья оспа у животных протекала значительно доброкачественнее, чем натуральная оспа у человека, и могла ему передаваться. Доярки часто переносили коровью оспу, но впоследствии не болели натуральной. Факт, что в английской армии XVIII столетия заболеваемость оспой в кавалерии была значительно ниже, чем в пехоте, представляет собой явление того же порядка (инфицирование оспой лошадей, которая сообщала иммунитет к натуральной).
Ещё в 1765 году врачи Суттон и Фьюстер сообщили лондонскому медицинскому обществу, что оспа у дойных коров, если ею заражается человек, предохраняет его от заболевания натуральной человеческой оспой. Лондонское медицинское общество не согласилось с ними, признало их наблюдение простой случайностью, не заслуживающей дальнейшего исследования. Однако в 1774 году английский фермер Бенджамин Джести успешно привил коровьей оспой свою семью, и то же сделал немецкий учитель Петер Плетт в 1791 году.
Независимо от них это обнаружил английский врач и натуралист Эдвард Дженнер, который, наблюдая за естественными случаями коровьей оспы 30 лет, 3 (14) мая 1796 г. решился произвести публичный опыт прививания коровьей оспы. В присутствии врачей и посторонней публики Дженнер снял оспу с руки молодой доярки Сары Нелмс, заразившейся коровьей оспой случайно, и привил её восьмилетнему мальчику Джеймсу Фиппсу. Оспа принялась, развилась только на привитых двух местах и протекла нормально. Затем 1 июля того же года Дженнер привил Фиппсу натуральную человеческую оспу, которая, как у защищённого предохранительной прививкой, не принялась.
Два года спустя Дженнер опубликовал свою работу под названием «An Inquiry Into the Causes and Effects of the Variolae Vaccinae, a Disease Discovered in Some of the Western Counties of England, Particularly in Gloucestershire, And Known by the Name of Cow-pox» (Исследование о причинах и действиях variolae vaccinae, болезни обнаруженной в некоторых западных графствах Англии, особенно в Глостершире, и известной под именем коровьей оспы, с таблицами, Л., 1798) (англ.). В этой брошюре Дженнер указывал, что коровья и натуральная оспа есть две формы одной и той же болезни, так что перенесение коровьей оспы сообщает невосприимчивость к натуральной.

Отступление человека от образа жизни, предначертанного ему природой, явилось для него причиной множества болезней. Обожая блеск, потакая своему желанию роскоши, и любя развлечения, он окружил себя великим числом животных, которые, возможно, не были изначально предназначены быть ему товарищами… Корова, свинья, овца, и лошадь — все они, ради различных целей, находятся под его опекой и покровительством… Не разумно ли будет предположить, что источник оспы есть заразительная материя особого рода, произошедшая от болезни лошади, и что случайные обстоятельства, снова и снова возникавшие, изменили эту болезнь так, что она обрела ту заразную и злокачественную форму, которую мы обычно видим при опустошениях среди нас? Оригинальный текст (англ.)THE DEVIATION of man from the state in which he was originally placed by nature seems to have proved to him a prolific source of diseases. From the love of splendour, from the indulgences of luxury, and from his fondness for amusement he has familiarised himself with a great number of animals, which may not originally have been intended for his associates... The cow, the hog, the sheep, and the horse, are all, for a variety of purposes, brought under his care and dominion...May it not then be reasonably conjectured that the source of the smallpox is morbid matter of a peculiar kind, generated by a disease in the horse, and that accidental circumstances may have again and again arisen, still working new changes upon it until it has acquired the contagious and malignant form under which we now commonly see it making its devastations amongst us?— Э. Дженнер Исследование причин и действий коровьей оспы (англ.)
В 1800 году вакцинация была признана обязательной в английской армии и на флоте. В эти годы она распространилась в английских колониях, Северной Америке и далее в Европе. В 1803 году испанский король, убеждённый в пользе вакцинации, приказал своему личному врачу Франциску Хавьеру де Бальми доставить вакцину в испанские владения в Северной и Южной Америке. Чтобы продержать её в пригодном состоянии во время путешествия, врач взял из сиротских приютов Испании 22 мальчика в возрасте от 3 до 9 лет, прежде не имевших коровьей или натуральной оспы. Во время переезда через Атлантический океан де Бальми прививал сирот «живой цепочкой». Двое детей были привиты перед отъездом, и когда пустулы коровьей оспы появились на их руках, отделяемое из тех язв было употреблено для вакцинации двух следующих детей (англ.).
В 1807 году Бавария стала первой страной, где оспопрививание было сделано обязательным для населения. В первые годы после изобретения вакцинации она производилась с руки на руку (коровья оспа прививалась одному человеку, затем, через несколько дней, отделяемое снималось с места прививки и использовалось как материал для следующей вакцинации). Этот способ (прививка гуманизированной лимфы) требовал повреждения оспинки на руке у привитого (при съёмке прививочного материала), что могло вызвать воспаление в месте прививки и замедлить заживление ранки. Кроме того, вместе с коровьей оспой могли передаваться возбудители различных болезней, в том числе сифилиса и рожи. Всё это, вместе взятое, побудило обратиться к животной лимфе. Оказалось, что безусловно безопасной является оспа у телят, которым первоначально привита самородная коровья оспа. Снятую у телят оспу прививают людям и ту же телячью оспу прививают другим телятам. Со времени употребления телячьей оспы (с 1860-х годов) оспопрививание стало доступно массам, так как стало возможно добывать потребный оспенный материал в любом количестве, весьма дёшево и распространять оспопрививание, не встречая сопротивления в народе, которому инстинктивно были противны съёмка оспы и прививание с руки на руку. Простейший способ приготовления вакцины состоял в соскабливании оспенных пустул у телят и растирании с глицерином (оспенный детрит). Уже в XX веке была предложена лиофильно высушенная вакцина. Такая вакцина обладала устойчивостью к температурному фактору, что было чрезвычайно важно для стран тропической Африки, Азии, Южной Америки, где жидкий препарат быстро инактивировался.

### Оспа и оспопрививание в России
В России, как и повсюду, оспа не была редкостью — об этом свидетельствует, в частности, тот факт, что существует более десятка русских фамилий, образованных от разных диалектных слов, обозначавших специфический внешний вид людей, которые переболели оспой (Рябовы, Рябцевы, Рябинины, Щедрины, Шадрины, Корявины и др.). Однако само слово «оспа» встречается впервые лишь в 1653 году в переписке доктора Белау (прозванного в России Белоусовым) с аптекарским приказом, которому он предложил приобрести у него чудодейственное средство «инрог» (единорог) против неё. В 1680 году уже был издан указ о мерах предупреждения против распространения оспы, за которым позже последовали разные правила о порядке объявления и пресечения развития этой болезни.

В начале XVII столетия, начиная с 1610 года, оспа начала распространяться в Сибири (среди остяков), а в 1788 г. достигла Камчатки, истребив ⅓, ½ и даже ¾ иных племён. Желая предохранить себя от заразы, устраняли больных оспою, избегали всяких сношений с ними, но и эти меры предосторожности не помешали однако императору Петру II заразиться и умереть от оспы 18 января 1730 года, на 15-м году жизни. Смертность доходила до таких громадных размеров, что барон Димсдаль (в 1768 году) уверял, будто в России ежегодно умирает от оспы 2 000 000 людей, между тем как во времена Екатерины у нас не только не имели понятия о цифре смертности в России, но даже и не знали числа городов— В. Н. Жук. «Мать и дитя» — СПб., 1906 год
14-летний император Пётр II скончался от оспы в 1730 г. Заразился он после того, как один из князей Долгоруких, имея у себя дома больных оспой, явился к царскому двору, невзирая на воспрещение этого, сделанное Меншиковым ещё в 1727 году. Также натуральную оспу впоследствии перенёс Пётр III ещё до того, как стал императором.
Первые прививки (вариоляции) в России сделал специально приглашённый из Англии врач Томас Димсдейл. При этом Екатерина II решила подать подданным личный пример: в ночь на 12 (23) октября 1768 года прививку от оспы сделали самой императрице. Материал для прививки был взят у крестьянского мальчика Александра Маркова, за что ему впоследствии были пожалованы дворянство, фамилия Марков-Оспенный и дворянский герб с изображением обнажённой руки, выше локтя которой имелась зрелая оспина. Среди первых привитых оказались также великий князь Павел Петрович и великая княгиня Мария Фёдоровна. Через несколько лет также были привиты и внуки Екатерины Александр и Константин Павловичи. Оспенную материю для последней прививки дал 12-летний Александр Брискорн, будущий генерал-майор, которого за это приняли в Инженерный корпус.
В XVIII веке от натуральной оспы в России умирал каждый седьмой ребёнок. В конце XVIII века вариоляции подлежали все поступающие в кадетские корпуса, если они до того не переносили натуральной оспы. Тогдашний кадет, будущий историк, писатель Сергей Глинка, описывал это в своих воспоминаниях:

В корпусе был учрежден оспенный зал. Хотя у меня ещё дома была сильная оспа, но она не оставила никаких следов, а потому в числе 80 кадет поместили туда и меня, тут же был и десятилетний товарищ мой Головня. По привитии оспы он слег. Видя его страдание, я… ухаживал за ним…когда он кликал меня голосом слабым и унылым. На руках моих он испускал последнее дыхание.— C. Н. Глинка. «Записки» — СПб., 1895 год
Несмотря на подобные несчастные случаи, неизбежные при массовых прививках потенциально смертельной вакцины, вариоляция распространилась во многих городах Российской империи. Были открыты оспенные дома в Санкт-Петербурге, Москве, Ораниенбауме, Царском Селе, Киеве (1783 год) и даже в Иркутске (1772 год). За каждого привитого выдавали серебряный рубль. Екатериной II был издан указ об обязательном оспопрививании.

Однако, благодаря тому, что дело попало сразу в руки грубых неучей — оспенников, благодаря тому, что полицией пускались в ход насильственные приёмы для привлечения населения к прививкам, а население, при общей неразвитости, не понимало и не могло понять пользу прививок — благодаря всему этому, закон о прививках успеха не имел. К этому времени и в Европе наступает разочарование в целесообразности вариоляции.— врач В. И. Б - н, «К столетию открытия оспопрививания» — СПб., журнал «Мир Божий», 1896 год
В России вакцинация по методу Дженнера была начата в октябре 1801 года. Оспопрививание было произведено в Московском воспитательном доме профессором Е. О. Мухиным. Материал для прививок был прислан вдовствующей императрицей Марией Фёдоровной, состоявшей в переписке с самим Дженнером (по данным из немецких источников — вакцина была прислана из Бреславля доктором Фризе, а прививку осуществил врач Шульц). Первым привитым стал воспитанник Антон Петров. По повелению императрицы Петрову была присвоена фамилия Вакцинов, и он был награждён пожизненной пенсией. Воспитательный дом на долгое время стал важным московским оспопрививательным пунктом, где самостоятельно изготавливали вакцину и прививали всем желающим. Дженнер в 1814 году посетил Россию, и был представлен императору Александру I.
В 1802 году доктор Франц Буттац, изучавший вакцинацию в Англии, совершил по поручению правительства поездку по России для прививания оспы; выехав из Санкт-Петербурга, он через Новгород, Тверь, Москву, Калугу, Тулу, Курск и так далее добрался до Нерчинска и Кяхты, а обратный путь совершил по другой дороге.
В 1815 году в России был учреждён оспопрививательный комитет, на обязанности которого лежало составление списков детей, которым оспа не была ещё привита, и подготовление искусных оспенников. В распространении в России оспопрививания видное участие принимало Вольное экономическое общество, особенно с 1824 года, когда в составе общества открыто было отделение под названием попечительного о сохранении здоровья человечества и всяких домашних животных. Общество рассылало по всей России оспенную материю, инструменты, заботилось о подготовке опытных оспопрививателей, распространяло сотни тысяч брошюр на русском и инородческих языках. Впоследствии функции оспопрививания были переданы земским учреждениям. Однако до Октябрьской революции в России все ещё не была введена обязательная вакцинация, что сильно сказывалось на статистике смертности. В конце XIX века медик-писатель Святловский писал: «В Англии, где введены обязательные вакцинации и ревакцинация, умирает в среднем за год от этой болезни 1, и самое большее — 12 человек. Заметим — это во всей Англии; в Австрии же, не имеющей обязательного закона, в самые лучшие годы умирает от оспы не менее 5 тысяч человек за год. В одной Вене, или у нас в Варшаве, умирает от оспы ежегодно более, чем в целой Англии или даже в целой Германии».
10 апреля 1919 г. вышел декрет СНК РСФСР «Об обязательном оспопрививании», имевший всеобщий характер. В 1924 году был издан новый закон об обязательной вакцинации и ревакцинации. В 1919 году было зарегистрировано 186 000 больных натуральной оспой, в 1925 году — 25 000, в 1929 году — 6094, в 1935 году — 3177; к 1936 году натуральная оспа в СССР была ликвидирована.

### Вспышка оспы в Москве в 1959—1960 гг.
Хотя болезнь и была побеждена в границах СССР путём всеобщей вакцинации ещё в 1936 году, вспышка оспы, завезённой из-за рубежа, произошла в Москве в декабре 1959 — январе 1960 года. Благодаря эффективной работе эпидемиологической службы, органов правопорядка и государственной власти она была быстро локализована и побеждена. За месяц было вакцинировано 5 559 670 москвичей и более 4 000 000 жителей Подмосковья.

Московский художник Кокорекин посетил Индию. Ему довелось присутствовать на сожжении умершего брамина. Набравшись впечатлений и подарков для любовницы и жены, он вернулся в Москву на сутки раньше, чем его ждала жена. Эти сутки он провёл у любовницы, которой отдал подарки и в объятиях которой не без приятности провёл ночь. Подгадав по времени прилёт самолёта из Дели, он на следующий день приехал домой. Отдав подарки жене, он почувствовал себя плохо, повысилась температура, жена вызвала «Скорую помощь», и его увезли в инфекционное отделение больницы имени Боткина… К утру больной затяжелел и умер. Производивший вскрытие патологоанатом пригласил в секционный зал заведующего кафедрой академика Н. А. Краевского. К Николаю Александровичу приехал в гости старичок патологоанатом из Ленинграда, его пригласили к секционному столу. Старичок посмотрел на труп и сказал — «Да это, батенька, variola vera — чёрная оспа». Старик оказался прав… Завертелась машина советского здравоохранения. Наложили карантин на инфекционное отделение, КГБ начал отслеживать контакты Кокорекина… Как выяснилось, жена и любовница повели себя одинаковым образом — обе побежали в комиссионные магазины сдавать подарки. Обозначились несколько случаев заболевания оспой в Москве, окончившихся летальным исходом. Больницу закрыли на карантин, было принято решение вакцинировать оспенной вакциной всё население Москвы.— Ю. В. Шапиро, «Воспоминания о прожитой жизни»
Всего во время данной вспышки в Москве от Кокорекина заразилось 19 человек (7 родственников, 9 человек персонала и 3 пациента больницы, в которую он был госпитализирован с нераспознанной оспой). От них заразились ещё 23 человека и от последних ― ещё трое. 3 из 46 заразившихся скончались.

### Массовая вакцинация

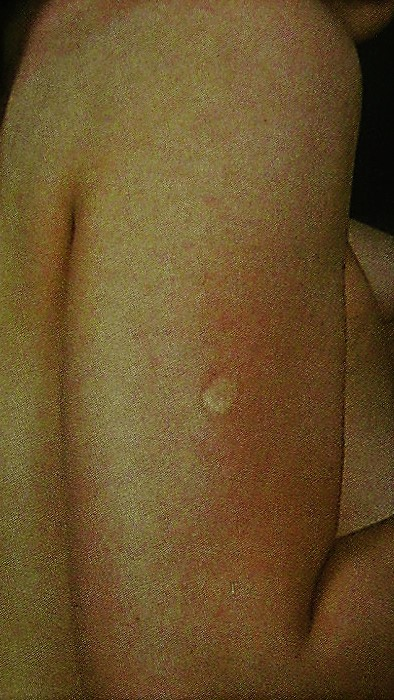
Рубец после вакцинации от натуральной оспы

В Америке, Азии и Африке оспа держалась ещё почти двести лет после изобретения вакцинации. В XX веке вирус унёс жизни 300—500 миллионов человек. В конце 1960-х годов оспа поражала 10—15 млн непривитых людей. В 1958 году замминистра здравоохранения СССР В. М. Жданов выступает на XI сессии Всемирной ассамблеи здравоохранения с программой искоренения оспы во всём мире:46. За выступлением последовала резолюция WHA11.54, единогласно принятая ассамблеей и положившая начало кампании по борьбе с оспой. В 1967 году Всемирная организация здравоохранения (ВОЗ) принимает решение об интенсификации искоренения натуральной оспы с помощью массовой вакцинации человечества.
Последний случай заражения натуральной оспой естественным путём был описан в Сомали в 1977 году. В 1978 году зафиксирован и последний случай лабораторного заражения. Официально об искоренении оспы было объявлено в 1980 году на Ассамблее ВОЗ, чему предшествовало соответствующее заключение комиссии специалистов, вынесенное в декабре 1979 года.
Затраты на кампанию по ликвидации оспы с 1967 по 1979 год составили 298 миллионов долларов США (примерно 2,16 миллиарда долларов в ценах 2018 года), или 29 миллионов долларов в год. 200 миллионов долларов выделили африканские страны, для которых оспа являлась эндемическим заболеванием, остальные 98 миллионов долларов предоставили другие страны мирового сообщества. С 1958 по 1979 год СССР предоставил полтора миллиарда доз вакцины против оспы, а также направлял специалистов в места распространения заболевания в азиатских и африканских странах:46.
Натуральная оспа — первое из двух инфекционных заболеваний (второе — чума крупного рогатого скота), побеждённое с помощью массовой вакцинации. Прививки против натуральной оспы в СССР прекратились в 1978—1982 годах.
В отличие от противооспенных вакцин первого и второго поколений, основанных на тех штаммах вируса, которые показали свою эффективность во время кампании по искоренению натуральной оспы в мире, вакцины следующих поколений ранее не использовались для предотвращения натуральной оспы. Основу вакцин третьего поколения составляют живые высокоаттенуированные штаммы вируса вакцины, которые показали свою безопасность и иммуногенность – штаммы MVA (modified vaccinia virus Ankara), LC16m8, NYVAC, Tian Tan, Б-51 БМ. В клинических исследованиях продемонстрировано, что двукратная иммунизация противооспенной вакциной на основе штаммa MVA (IMVAMUNE®) индуцирует гуморальный и клеточный иммунитет, сравнимый с таковым для традиционных вакцин.

### Вакцинация в XXI веке
В 2001 году в США президент Джордж Буш-младший приказал привить от оспы всех военнослужащих, после того как были разосланы споры сибирской язвы и возникла угроза применения оспы как биологического оружия.
С 2022 года вакцинация против натуральной оспы используется для предотвращения заболевания «оспой обезьян».

## Этиология и патогенез

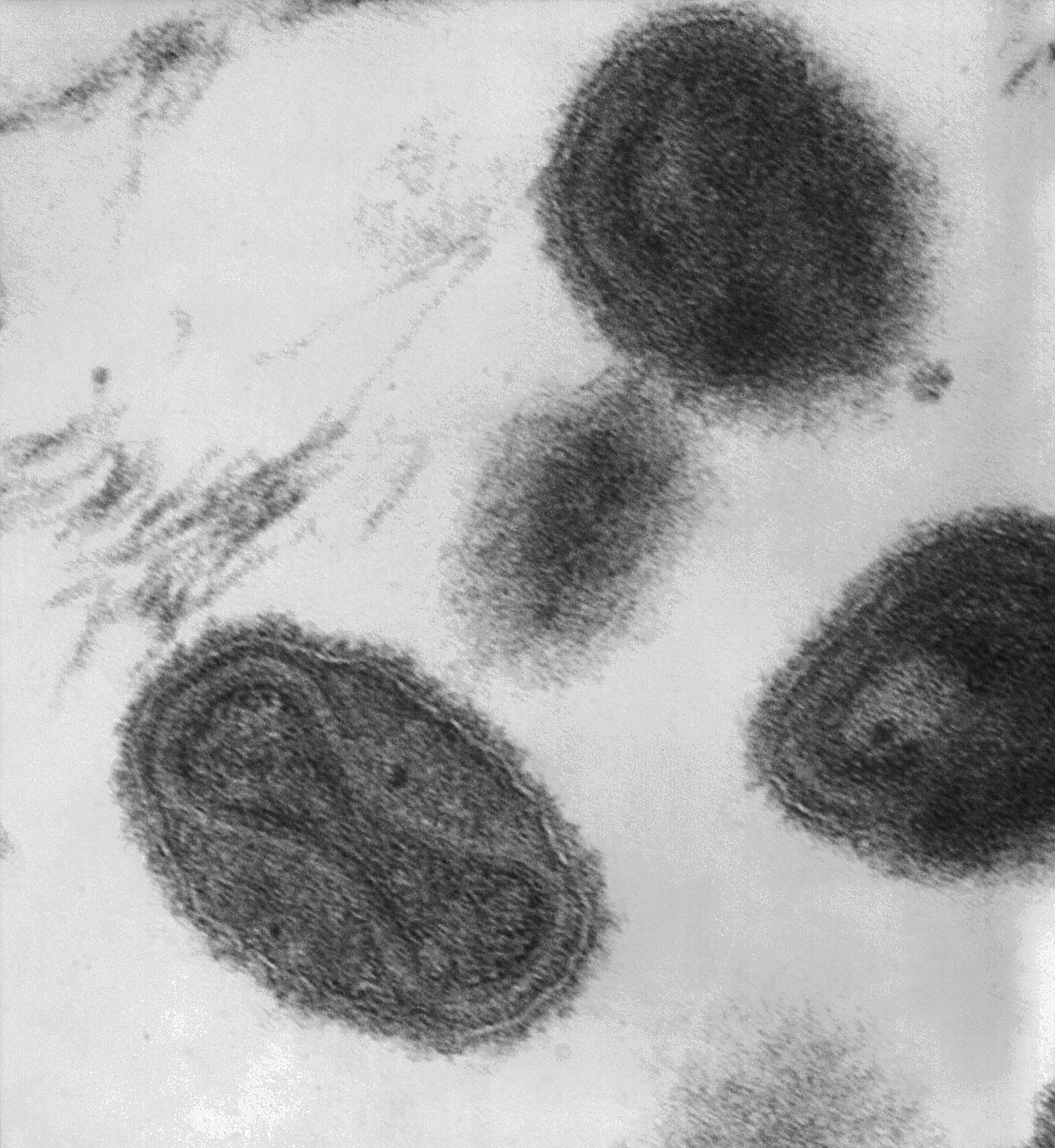
Вирионы натуральной оспы (увеличено в 370 000 раз)

В типичных случаях оспа характеризуется общей интоксикацией, лихорадкой, своеобразными высыпаниями на коже и слизистых оболочках, последовательно проходящими стадии пятна, пузырька, пустулы, корочки и рубца.
Возбудитель оспы относится к вирусам семейства Poxviridae, подсемейства Chordopoxviridae, рода Orthopoxvirus; содержит ДНК, имеет размеры 200—350 нм, размножается в цитоплазме с образованием включений. Вирус натуральной оспы имеет антигенное родство с эритроцитами группы А крови человека, что обусловливает слабый иммунитет, высокую заболеваемость и смертность соответствующей группы лиц. Он устойчив к воздействию внешней среды, особенно к высушиванию и низким температурам. Он способен в течение многих месяцев сохраняться в корочках и чешуйках, взятых с оспин на коже больных, в замороженном и лиофилизированном состоянии остаётся жизнеспособным несколько лет.
Натуральная оспа относится к антропонозам и представляет собой высококонтагиозную, особо опасную инфекцию. К оспе восприимчивы все люди, если у них нет иммунитета, полученного в результате перенесённого ранее заболевания или вакцинации. Натуральная оспа была широко распространена в Азии и Африке. Является воздушно-капельной инфекцией, однако возможна инокуляция вируса при непосредственном соприкосновении с поражённой кожей больного или инфицированными им предметами. Заразность больного наблюдается на протяжении всего заболевания — от последних дней инкубации до отторжения корочек. Трупы умерших от оспы также сохраняют высокую заразность.
При вдыхании заражённого воздуха вирусы попадают в респираторный тракт. Возможно заражение через кожу при вариоляции и трансплацентарно. Вирус поступает в ближайшие лимфатические узлы и далее в кровь, что приводит к виремии. Гематогенно инфицируется эпителий, здесь происходит размножение вируса, с чем связано появление энантемы и экзантемы. Ослабление иммунитета ведёт к активации вторичной флоры и превращению везикул в пустулы. Вследствие гибели росткового слоя эпидермиса, глубоких нагноительных и деструктивных процессов формируются рубцы. Может развиться инфекционно-токсический шок. Для тяжёлых форм характерно развитие геморрагического синдрома.

## Симптомы

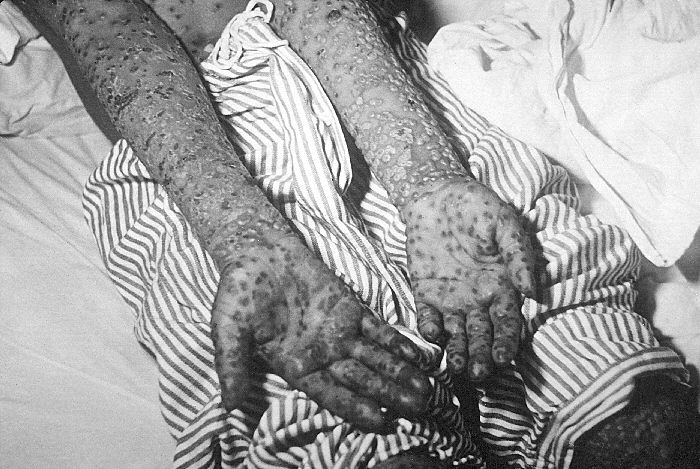
Оспенные корки на руках больного

При типичном течении оспы инкубационный период длится 8—14 дней. Начальный период характеризуется ознобом, повышением температуры тела, сильными рвущими болями в пояснице, крестце и конечностях, сильной жаждой, головокружением, головной болью, рвотой. Иногда начало болезни мягкое.
На 2—4-й день на фоне лихорадки появляется инициальная сыпь на коже либо в виде участков гиперемии (кореподобная, розеолезная, эритематозная), либо геморрагическая сыпь по обеим сторонам грудной клетки в области грудных мышц до подмышечных впадин, а также ниже пупка в области паховых складок и внутренних поверхностей бёдер («треугольник Симона»); кровоизлияния выглядят как пурпура и даже как экхимозы. Пятнистая сыпь держится несколько часов, геморрагическая — более продолжительное время.
На 4-й день наблюдается снижение температуры тела, ослабляются клинические симптомы начального периода, но появляются типичные оспины на коже головы, лица, туловища и конечностей, которые проходят стадии пятна, папулы, пузырька, пустулы, образования корочек, отторжения последних и образования рубца. Одновременно появляются оспины на слизистой оболочке носа, ротоглотки, гортани, трахеи, бронхов, конъюнктивы, прямой кишки, женских половых органов, мочеиспускательного канала. Они вскоре превращаются в эрозии.
На 8—9-й дни болезни в стадии нагноения пузырьков вновь ухудшается самочувствие больных, возникают признаки токсической энцефалопатии (нарушение сознания, бред, возбуждение, у детей — судороги). Период подсыхания и отпадения корок занимает около 1—2 недель. На лице и волосистой части головы образуются многочисленные рубцы.
Изменение крови характеризуется лейкоцитозом, при тяжёлых формах имеется резкий сдвиг влево с выходом в кровь миелоцитов и юных клеток.
К тяжёлым формам относятся сливная форма (Variola confluens), пустулёзно-геморрагическая (Variola haemorrhagica pustulesa) (так называемая «чёрная оспа») и оспенная пурпура (Purpura variolosae), при которой развиваются массивные кровоизлияния в кожу. В особо тяжёлых случаях смерть наступает ещё до появления высыпаний. Пустулёзно-геморрагическая форма заболевания, самая опасная, сопровождающаяся обширными кровоизлияниями в кожу, слизистые оболочки, желудочно-кишечный тракт и другие внутренние органы. Это осложнение развивается примерно в двух процентах случаев заражения и встречается в основном у взрослых. При геморрагической оспе пустулы обычно не образуются. Вместо этого кровотечение происходит под кожей, из-за чего она выглядит черной, поэтому эту форму заболевания также называют variola nigra или "черной оспой". Геморрагическая оспа обычно приводит к летальному исходу.
У привитых противооспенной вакциной оспа протекает легко (Varioloid). Основными её особенностями являются продолжительный инкубационный период (15—17 дней), умеренные явления недомогания и других признаков интоксикации; истинная оспенная сыпь необильная, пустулы не образуются, рубцов на коже не остаётся, выздоровление наступает через 2 недели. Встречаются лёгкие формы с кратковременной лихорадкой без сыпи и выраженных расстройств самочувствия (Variola sine exanthemate) или только в виде необильной сыпи (Variola afebris).
К возможным осложнениям относятся энцефалиты, менингоэнцефалиты, пневмонии, панофтальмиты, кератиты, ириты, сепсис.
Клинические проявления болезни являются основанием для специфических исследований. Для анализа берут содержимое везикулы, пустулы, корочки, мазки слизи из полости рта, кровь. Присутствие вируса в образцах определяют с помощью электронной микроскопии, микропреципитации в агаре иммунофлюоресцентным методом, с помощью ПЦР. Предварительный результат получают через 24 часа, после дальнейшего исследования — выделение и идентификацию вируса.

## Лечение и профилактика
Согласно временным рекомендациям Всемирной организации здравоохранения по оперативному реагированию от 10.06.2022 в качестве противовирусной терапии в тяжелых случаях могут быть использованы тековиримат, бринцидофовир, цидофовир, а также НИОХ-14. Последний разрабатывается в России Государственным научным центром вирусологии и биотехнологии «Вектор» с 2001 г., является аналогом тековиримата и обладает сопоставимой активностью в отношении ортопоксвирусов.
Для профилактики присоединения бактериальной инфекции на поражённые участки кожи наносятся антисептические препараты. При наличии бактериальных осложнений больным назначаются антибиотики широкого спектра действия (полусинтетические пенициллины, макролиды, цефалоспорины). Проводятся мероприятия, направленные на детоксикацию организма, к ним относятся введение коллоидных и кристаллоидных растворов, в некоторых случаях проводится ультрафильтрация и плазмаферез.
В конце XIX века доктор В. О. Губерт предложил лечение оспы путём ежедневных повторных прививок противооспенной вакцины уже заражённым людям, как до появления симптомов болезни, так и во время её течения. В результате данного лечения удавалось значительно смягчить течение заболевания, сделав его менее тяжёлым.
В мире разработано несколько поколений вакцин против черной оспы, которые, как предполагается, будут эффективны и против заболевания оспы обезьян, вспышка инфекций которого произошла в 2022 году.

## Биологическое оружие на основе оспы
В 1763 году во время осады форта Питт британские офицеры предприняли попытку заразить оспой осаждающих форт индейцев, передав им одеяла из карантинного барака. Оспа также использовалась в военных целях в 1776 году во время американского вторжения в Канаду.
Во время Второй мировой войны учёные из Великобритании, США и Японии были вовлечены в исследования по созданию биологического оружия на основе оспы. По информации американского учёного Кена Алибекова, СССР создал фабрику оспенного оружия в 1947 году в городе Загорске, в 75 км к северо-востоку от Москвы.
Оспа никогда не считалась эффективным оружием из-за широкой доступности противооспенных вакцин.
В 1980 году Всемирная организация здравоохранения объявила об элиминации оспы, однако правительство США считает, что возбудитель натуральной оспы все ещё может быть использован в качестве биологического оружия. Так, в июле 2018 года, в соответствии с программой правительства США по борьбе с угрозой применения БО, USFDA зарегистрировала первый препарат тековиримат (tecovirimat) для лечения болезни. Исследования эффективности препарата проводились на животных, так как полноценные клинические исследования противоречат этическим соображениям. Результат опытов показал, что получавшие тековиримат животные жили дольше тех особей, кому вводилось плацебо. После безопасность тековиримата была исследована при участии 359 здоровых добровольцев, а самым распространённым побочным эффектом на препарат являлась головная боль, тошнота и боль в животе.

## Вирус натуральной оспы в настоящее время
Считается, что в настоящее время вирус натуральной оспы существует только в двух лабораториях в мире: в ГНЦ ВБ «Вектор» (Россия) и в CDC (США). Многие эксперты призывают к его уничтожению в целях безопасности.
В 2010-е годы проходила информация (в том числе от российских врачей) о появлении натуральной оспы в отдалённых районах Африки. Из-за того, что современные врачи на практике уже не сталкивались с натуральной оспой, они могли спутать её с другими похожими, но менее опасными для человека заболеваниями — ветрянкой, оспой обезьян.
В июле 2014 года шесть пробирок с вирусом были обнаружены в забытой картонной коробке на складе в кампусе института здравоохранения в Мэрилэнде. Компетентные органы не исключают, что этот случай не единичен. Было установлено, что вирус сохранял жизнеспособность. 24 февраля 2015 года пробирки были уничтожены под надзором представителя ВОЗ.
В ноябре 2021 года в лаборатории компании Merck были обнаружены 15 «сомнительных» пробирок с этикетками «натуральная оспа» и «вакцина» во время очистки морозильной камеры. Это вызвало серьезное беспокойство по поводу безопасности. ФБР и CDC проводят совместное расследование о происхождении и содержимом этих пробирок.